# Jim Ross
Jim Ross, właściwie James William "Jim" Ross (ur. 3 stycznia 1952 w Fort Bragg, California, USA) jest komentatorem amerykańskiego profesjonalnego wrestlingu. Aktualnie pracuje w federacji AEW.

## Kariera
Jim rozpoczął współpracę z World Wrestling Federation (obecnie World Wrestling Entertainment) w 1993, debiutując podczas WrestleMania IX, zajmując miejsce Gorilla Monsoon, z którym później pracował w Radio WWF. Został zwolniony 11 lutego 1994 roku, dwa tygodnie po wykryciu Objawu Bella. Ponownie do WWF powrócił we wrześniu 1996 roku. Pod koniec 1998 roku, zrobił kolejną przerwę od RAW, związaną ze śmiercią jego matki oraz kolejnym atakiem Objawu Bella. Oficjalnie powrócił do WWE podczas WrestleMania XV. Przez szereg lat pracował w WWE, w brandzie RAW jako komentator, a także podczas przygotowywania programu. 31 marca 2007 roku został wprowadzony do WWE Hall of Fame przez Stone Cold Steve Austin'a. 23 czerwca 2008 roku, po 12 latach pracy w Monday Night RAW został przeniesiony z do SmackDown! Na swoim oficjalnym blogu napisał, że nie jest zadowolony ze swojego przeniesienia. Ross pojawił się również na WrestleMania XXV. Aktualnie pracuje w federacji AEW, co tydzień komentując gale. Pojawia się także na PPV tej organizacji.

## Tytuły/Osiągnięcia
- Pro Wrestling Illustrated
  - Stanley Weston Award (2002)
- Pro Wrestling Report
  - Play by Play Commentator of the Year (2006)
- World Wrestling Entertainment
  - WWE Hall of Fame (Class of 2007)
- Wrestling Observer Newsletter awards
  - Wrestling Observer Newsletter Hall of Fame (Class of 1999)
  - Best Television Announcer (1988–1993, 1998–2001, 2006, 2007)